# Cemparam Jaya
Cemparam Jaya is een bestuurslaag in het regentschap Bener Meriah van de provincie Atjeh, Indonesië. Cemparam Jaya telt 160 inwoners (volkstelling 2010).